# Kanton Saint-Dizier-Nord-Est
Kanton Saint-Dizier-Nord-Est (fr. Canton de Saint-Dizier-Nord-Est) byl francouzský kanton v departementu Haute-Marne v regionu Champagne-Ardenne. Tvořily ho tři obce. Zrušen byl po reformě kantonů 2014.

## Obce kantonu
- Bettancourt-la-Ferrée
- Chancenay
- Saint-Dizier (severovýchodní část)